# Панлатинизм

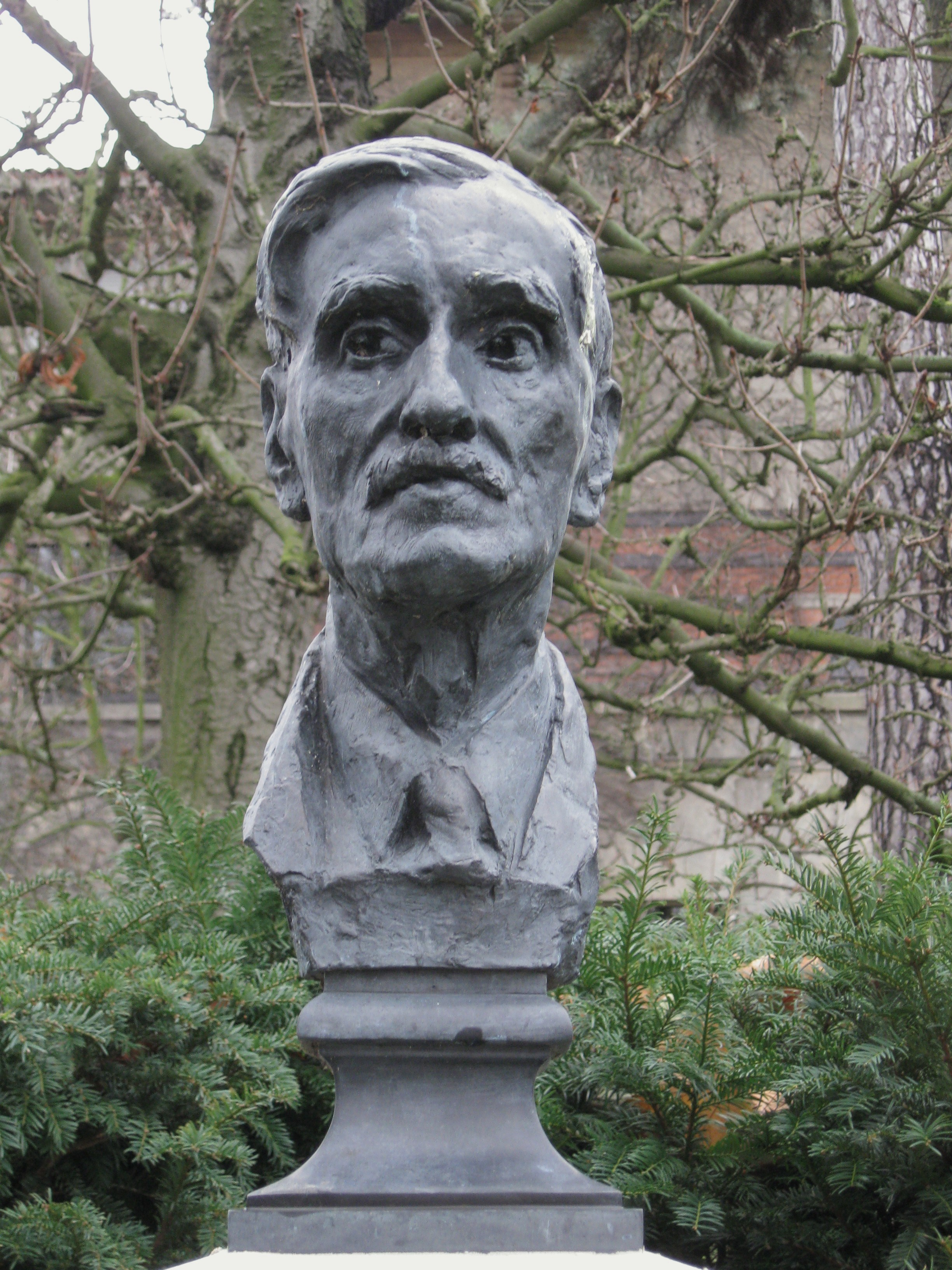
Бюст Жана Шарля-Брена, сторонника международного панлатинизма и Латинской конфедерации

Панлатинизм — идеология, способствующая объединению романоязычных народов. Панлатинизм впервые приобрел известность во Франции, особенно под влиянием Мишеля Шевалье (1806—1879), который противопоставлял «латинские» народы Америки «англосаксонским» народам. Французский писатель XIX века Стендаль говорил о «латинизме» как об имперской идее, согласно которой латиняне должны править своими нелатинскими соседями. Позже он был принят Наполеоном III, который заявил о поддержке культурного единства латинских народов и представил Францию как современного лидера латинских народов, чтобы оправдать французское вмешательство в мексиканскую политику, приведшее к созданию профранцузской Второй Мексиканской империи. Социолог Рене Мауниер пишет, что средневековый итальянский поэт Данте играл с идеей европейского господства латинян в своем трактате «О монархии», прославлявшем «мировую империю» римлян.
После поражения Франции во франко-прусской войне и создания государства Германия французский политический теоретик Габриэль Аното отверг утверждения о том, что эпоха имперского господства латинских народов (особенно французов) закончилась, и что наступила эпоха имперского господства англосаксонских, германских и славянских народов. Аното утверждал, что латинские народы должны сыграть имперскую роль в колонизации Африки, и что они должны иметь имперские владения, включая Африку и Южную Америку. Имперскими владениями англосаксонских народов должна быть Северная Америка, германских народов — Центральная Европа, а славянских народов — Сибирь.
Демократическая и конфедеративная форма панлатинизма возникла под влиянием окситанского французского деятеля Фредерика Мистраля, который выступал за региональную автономию Окситании во Франции. Он также выступал за панлатинизм после того, как связался с каталонцами, которые поддерживали автономию Каталонии наряду с латинским единством. Мистраль оказал влияние на Жана Шарля-Брена, чей Le régionalisme, в свою очередь, произвёл впечатление на Мистраля. Шарль-Брюн выступал за международный латинизм и создание Латинской демократической конфедерации («Латинская конфедерация»), но отверг предложения о «Латинской империи».